# Liste der Monuments historiques in Longpont
Die Liste der Monuments historiques in Longpont führt die Monuments historiques in der französischen Gemeinde Longpont auf.

## Liste der Bauwerke
| Bezeichnung                 | Beschreibung                  | Standort | Kennzeichnung | Schutzstatus | Datum | Bild           |
| --------------------------- | ----------------------------- | -------- | ------------- | ------------ | ----- | -------------- |
| Ehemaliges Kloster Longpont | Erbaut ab dem 13. Jahrhundert | (Lage)   | PA00115789    | Classé       | 1889  | weitere Bilder |